# Contea di Daxin
Daxin  (cinese: 大新,  pinyin: Dàxīn; zhuang：Daihsaen) è una contea che fa parte della città-prefettura di Chongzuo, situata nella parte occidentale della regione autonoma di Guangxi Zhuang, nel sud della Cina. Daxin confina con la Contea di Tiandeng a nord, la Contea di Long'an e la città-prefettura di Chongzuo ad est, le contee di Longzhou e Ningming a sud, e con il Vietnam ad ovest. Ha una popolazione di 354.000 di abitanti (2008), di cui il 97.2% appartiene al gruppo etnico degli Zhuang. Ha un'estensione di  2.742 km².